# Noord-Thürings voetbalkampioenschap 1917/18
In 1917/18 werd het achtste voetbalkampioenschap van Noord-Thüringen gespeeld, dat georganiseerd werd door de Midden-Duitse voetbalbond. 
SC Erfurt werd kampioen, maar plaatste zich niet rechtstreeks voor de Midden-Duitse eindronde. Net als vorig seizoen speelden de kampioenen van de verschillende Thüringse competities eerst onderling tegen elkaar voor het ticket naar de Midden-Duitse eindronde. Erfurt versloeg VfB 1906 Sangerhausen met maar liefst 10-0 en won daarna ook van SV Wacker Gotha, maar verloor dan in de finale van 1. SV Jena. 

## 1. Klasse
| Plaats | Club                        | Wed. | W | G | V | Saldo | Ptn.  |
| ------ | --------------------------- | ---- | - | - | - | ----- | ----- |
| 1.     | Erfurter SC 1895            | 10   | 8 | 2 | 0 | 29:09 | 18:02 |
| 2.     | SpVgg 02 Erfurt             | 10   | 6 | 1 | 3 | 33:20 | 13:07 |
| 3.     | FC Borussia Erfurt          | 10   | 6 | 0 | 4 | 25:17 | 12:08 |
| 4.     | VfB 1904 Erfurt             | 10   | 3 | 1 | 6 | 25:25 | 07:13 |
| 5.     | Sp.Abt. des MTV 1897 Erfurt | 10   | 3 | 0 | 7 | 12:37 | 06:14 |
| 6.     | FC Saxonia Erfurt           | 10   | 2 | 0 | 8 | 07:23 | 04:16 |

|  | Kampioen, geplaatst voor Thüringse eindronde en 1. Klasse Thüringen 1918/19 |
|  | Geplaatst voor 1. Klasse Thüringen 1918/19                                  |
|  | Degradatie                                                                  |